# Рівень води
Рівень води — висота вільної водної поверхні водоймищ і водотоків відносно якої-небудь умовної горизонтальної поверхні (відносний рівень води) чи рівня моря (абсолютний рівень води). Коливання рівня води бувають добові, сезонні, річні, багаторічні.
В річках коливання рівня води відбувається в зв'язку з змінами витрат води, деформацією русла, утворенням підпору; в водоймищах в результаті змін співвідношення водного балансу, згінно-нагінних явищ і тому подібне. Внутрішньорічні коливання рівня води залежать від кліматичних умов і складають в озерах від декількох сантиметрів до 2—4 метрів, на великих річках — 5—12 метрів і більше.
Спостереження за рівнем води відбуваються на водомірних постах за допомогою водомірних рейок і самописців висоти рівня — лімнографів.